# Investiture de Bassirou Diomaye Faye

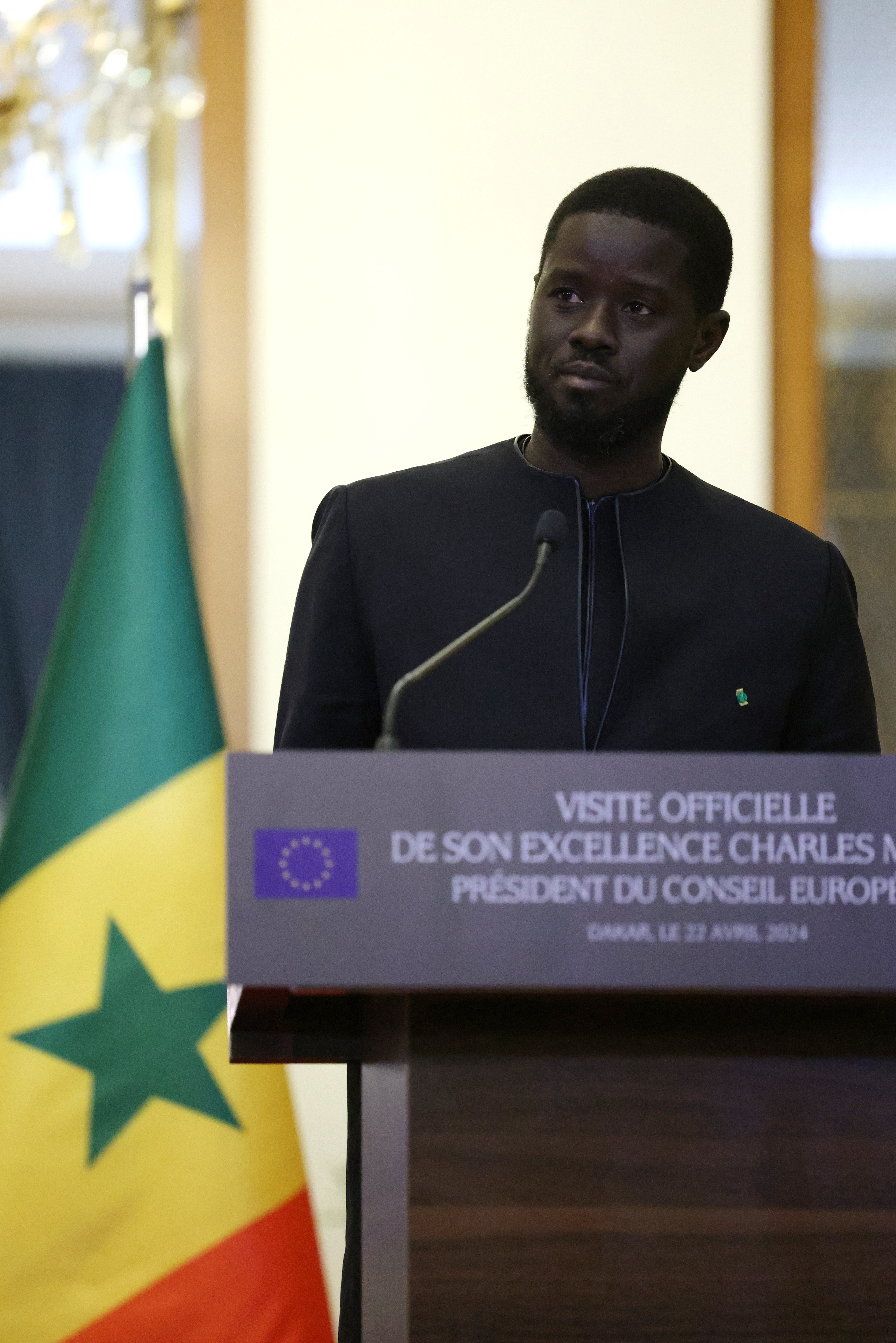
Le président investi Bassirou Diomaye Faye en avril 2024.

L'investiture de Bassirou Diomaye Faye comme cinquième président de la république du Sénégal est une cérémonie de passation de pouvoir qui a lieu le mardi 2 avril 2024.
La cérémonie se déroule en présence de plusieurs chefs d'État et de gouvernements. Elle se tient au Centre international de conférences Abdou Diouf (CICAD) de la ville nouvelle de Diamniadio et marque le début du quinquennat de Bassirou Diomaye Faye.

## Contexte et préparation
L'investiture du président nouvellement élu se fait quelques jours après le déroulement de l'élection présidentielle du 24 mars 2024 et la semaine suivant la proclamation officielle des résultats par le Conseil constitutionnel.
La cérémonie d'investiture se déroule au centre CICAD construit en 2014 et ayant abrité plusieurs grands événements qui se sont déroulés au Sénégal.
Bassirou Diomaye Faye, cinquième et plus jeune président du Sénégal, investi à 44 ans, est panafricaniste et élu sur une promesse de rupture dans un Sénégal d'environ 18 millions d’habitants.
La passation de pouvoirs se fait au palais de la République à Dakar, siège de la présidence sénégalaise. Polygame, Bassirou Diomaye Faye y est présent en compagnie de ses deux épouses, Marie Khone Faye et Absa Faye.

## Investiture

### Événements liés à l'investiture
Bassirou Diomaye Faye, la main droite levée, devant des centaines d'officiels sénégalais et plusieurs chefs d'État et dirigeants africains au Centre des expositions de la ville nouvelle de Diamniadio, déclare :

« Devant Dieu et devant la Nation sénégalaise, je jure de remplir fidèlement la charge de président de la République du Sénégal, d’observer comme de faire observer scrupuleusement les dispositions de la Constitution et des lois »

À la fin de la cérémonie, il reçoit des salutations et accolades des chefs d'États et de délégations présentes.

### Discours de Bassirou Diomaye Faye
Après de longues salutations protocolaires adressées aux différents chefs d'États et de gouvernements présents, le discours  est relativement bref,,. Bassirou Diomaye Faye déclare,,: 

« Je souhaite un pays d’espérance, un pays apaisé, avec une justice indépendante et une démocratie renforcée, telle est ma promesse devant Dieu. »

### Délégations présentes
Les membres du Conseil constitutionnel du Sénégal : Mamadou Badio Camara (président), Aminata Ly Ndiaye (vice-présidente), Mouhamadou Diawara, Youssoupha Diaw Mbodj, Awa Dieye, Cheikh Ndiaye, Cheikh Ahmed Tidiane Coulibaly.
Parmi les chefs d'États et de gouvernements présents, on compte, :
- Moussa Faki, président de l'Union africaine ;
- Guinée : Mamadi Doumbouya, président de la Transition ;
- Côte d'Ivoire : Tiémoko Meyliet Koné, vice-président ;
- Nigeria : Bola Ahmed Tinubu, président du Nigeria et de la CEDEAO ;
- Mauritanie : Mohamed Ould Ghazaouani, président ;
- Maroc : Aziz Akhannouch, Premier ministre ;
- Gambie : Adama Barrow, président ;
- Guinée-Bissau : Umaro Sissoco Embaló, président ;
- Rwanda : Edouard Ngirente, Premier ministre
- Mali : Malick Diaw, président du Parlement Malick Diaw, colonel, président du Conseil national de transition, Abdoulaye Diop, ministre des Affaires étrangères ;
- Sierra Leone : Julius Maada Bio, président
- Cap-Vert : José Maria Neves, président
- Ghana : Nana Akufo-Addo, président
- Burkina Faso : président de l'Assemblée législative de transition, accompagné du ministre des Affaires étrangères.

### Articles liés
- Conseil constitutionnel
- Politique au Sénégal